# Polska Fundacja Kulturalna
Polska Fundacja Kulturalna (w skrócie PFK) – polska oficyna wydawnicza, założona w 1950 roku na emigracji w Londynie. Pomysłodawcą wydawnictwa był Juliusz Sakowski.
Pierwsze książki i broszury zaczęły ukazywać się w 1963 roku. Od tego czasu Polska Fundacja Kulturalna wydała prawie 500 książek, a od 1968 jest wydawcą Dziennik Polski, jednego z najbardziej znanych dzienników polskich w Wielkiej Brytanii.
W 2003 roku ukazała się książka Polska Fundacja Kulturalna. 40-lecie działalności wydawniczej 1963-2003 opracowana przez Marka Jastrzębskiego, w której opisano działalność PFK.